# Улога (Оклахома)
Улога (англ. Oologah) — місто (англ. town) в США, в окрузі Роджерс штату Оклахома. Населення — 1305 осіб (2020).

## Географія
Улога розташована за координатами 36°26′36″ пн. ш. 95°42′31″ зх. д. / 36.44333° пн. ш. 95.70861° зх. д. (36.443371, -95.708626).  За даними Бюро перепису населення США в 2010 році місто мало площу 3,24 км², уся площа — суходіл.

## Демографія
Згідно з переписом 2010 року, у місті мешкало 1146 осіб у 418 домогосподарствах у складі 319 родин. Густота населення становила 354 особи/км².  Було 481 помешкання (149/км²).
Расовий склад населення:
| - 76,4 % — білих - 15,4 % — корінних американців - 1,0 % — азіатів - 0,3 % — вихідців з тихоокеанських островів - 0,1 % — чорних або афроамериканців |

До двох чи більше рас належало 6,0 %. Частка іспаномовних становила 3,3 % від усіх жителів.
За віковим діапазоном населення розподілялося таким чином: 30,7 % — особи молодші 18 років, 59,6 % — особи у віці 18—64 років, 9,7 % — особи у віці 65 років та старші. Медіана віку мешканця становила 30,4 року. На 100 осіб жіночої статі у місті припадало 95,2 чоловіків;  на 100 жінок у віці від 18 років та старших — 100,5 чоловіків також старших 18 років.
Середній дохід на одне домашнє господарство  становив 64 380 доларів США (медіана — 51 023), а середній дохід на одну сім'ю — 75 666 доларів (медіана — 57 350). Медіана доходів становила 49 125 доларів для чоловіків та 36 193 долари для жінок. За межею бідності перебувало 5,6 % осіб, у тому числі 8,0 % дітей у віці до 18 років та 2,1 % осіб у віці 65 років та старших.
Цивільне працевлаштоване населення становило 538 осіб. Основні галузі зайнятості: освіта, охорона здоров'я та соціальна допомога — 24,5 %, виробництво — 19,1 %, роздрібна торгівля — 11,2 %, транспорт — 9,1 %.

## Персоналії
- Вільям Роджерс (1879-1935) — американський ковбой, виконавець водевілів, гуморист, афорист, соціальний коментатор і актор кіно.